# Butler Township (Columbiana County, Ohio)
Butler Township ist eines von 18 Townships des Columbiana Countys im US-Bundesstaat Ohio. Nach der Volkszählung im Jahr 2020 waren hier 3542 Einwohner registriert.

## Geografie
Butler Township liegt im Nordwesten des Columbiana Countys im Nordosten von Ohio und grenzt im Uhrzeigersinn an die Townships: Goshen Township im Mahoning County, Perry Township, Salem Township, Center Township, Hanover Township, West Township, Knox Township und Smith Township (Mahoning County).

## Verwaltung
Das Township wird durch ein Board of Trustees, bestehend aus drei gewählten Mitgliedern, verwaltet. Zwei Personen werden jeweils im Jahr nach der Präsidentschaftswahl gewählt und eine jeweils im Jahr davor. Die Amtszeit dauert in der Regel vier Jahre und beginnt jeweils am 1. Januar. Daneben gibt es noch einen Township Clerk (zuständig für Finanzen und Budget), der ebenfalls im Jahr vor der Präsidentschaftswahl auf eine vierjährige Amtszeit gewählt wird. Dessen Amtszeit beginnt jeweils am 1. April.